# Rudi Planta
Rudi Johannes (Roelf)  Planta (4 april 1932 - 1 juni 2000) was een Nederlandse biochemicus, hoogleraar en schaker. 
In 1962 promoveerde Planta op een onderwerp uit de biochemie aan de Universiteit van Groningen. In 1963 zette hij aan de Vrije Universiteit van Amsterdam de nieuwe faculteit biochemie op. Hij ging met emeritaat in 1997.  
Roelf Planta was lid van de Nederlandse Bond van Correspondentieschakers (NBC). In 1970 speelde hij mee om het Nederlands correspondentieschaakkampioenschap van de NBC, waarin hij als eerste eindigde. In 1980 kreeg hij de titel Internationaal Meester bij de correspondentieschakers (IMc). 